# Bolbocerodema sikkimense
Bolbocerodema sikkimense is een keversoort uit de familie cognackevers (Bolboceratidae). De wetenschappelijke naam van de soort werd in 1979 gepubliceerd door Jan Krikken.